# Cirrhilabrus ryukyuensis
Cirrhilabrus ryukyuensis là một loài cá biển thuộc chi Cirrhilabrus trong họ Cá bàng chài. Loài này được mô tả lần đầu tiên vào năm 1904.

## Từ nguyên
Từ định danh ryukyuensis được đặt theo tên gọi của quần đảo Ryukyu (Nhật Bản), nơi mà mẫu định danh của loài cá này được thu thập (–ensis: hậu tố biểu thị nơi chốn).

## Phân loại học và phạm vi phân bố
Một số nhà khoa học chỉ xem C. ryukyuensis là danh pháp đồng nghĩa của Cirrhilabrus cyanopleura vì cả hai có kiểu hình rất giống nhau, ngoại trừ việc C. ryukyuensis có thêm một đốm màu vàng tươi ở sau vây ngực. Tea và các đồng nghiệp (2021) vẫn xem C. ryukyuensis là một loài hợp lệ.
C. ryukyuensis được tìm thấy từ vùng biển phía nam Nhật Bản trải dài về phía nam đến đảo Đài Loan và Philippines, chồng lắp với phạm vi của C. cyanopleura. Hai loài này thường được quan sát trong cùng một đàn, chung với các loài thuộc chi Cirrhilabrus.
Một quần thể tạm gọi là C. aff. ryukyuensis có kiểu hình hơi khác biệt so với C. ryukyuensis, được ghi nhận tại vịnh Cenderawasih và Raja Ampat (Indonesia). Đốm vàng ở aff. ryukyuensis lan rộng thành một vệt, kéo dài đến ngay gốc vây hậu môn.
Cùng với C. ryukyuensis, C. cyanopleura tạo thành một nhóm phức hợp loài với 6 loài Cirrhilabrus khác, bao gồm Cirrhilabrus solorensis, Cirrhilabrus chaliasi, Cirrhilabrus aquamarinus, Cirrhilabrus aurantidorsalis, Cirrhilabrus luteovittatus và Cirrhilabrus randalli.

## Sinh thái học
Các thành viên trong phức hợp loài cyanopleura được biết đến với khả năng tự phát huỳnh quang đỏ khá mạnh, với cường độ và sự phân bổ huỳnh quang trên cơ thể khác nhau giữa cá đực và cái tùy từng loài.